# Генно инженерство
Генното инженерство (или още генно модифициране) е развитието и прилагането на научни методи, процедури и технологии, които позволяват директна манипулация на генетичен материал с цел да се променят наследствените белези на дадена клетка, организъм или популация. В по-тесен смисъл това е техника, която позволява да бъдат получени неограничени количества от иначе недостъпни или оскъдни биологични продукти, като ДНК, изолирана от животни или растения, се въвежда в колония от бактерии и след това се събира продуктът, произведен от колонията – например човешки инсулин.
От средата на седемдесетте години на ХХ век въвеждането на нови методи за изучаването на ДНК дава възможност да се развият авангардни научни подходи в сферата на генетиката и биологията. Това развитие се смята за „революционно“, тъй като резултатите имат последици не само за генетиката, но и за други сфери – от биологията до еволюцията, както и за обществото.
Чрез техниката на рекомбинантната ДНК в лабораторни условия могат да се съединят ДНК на различни организми. В началото тази техника е използвана за получаване на повече копия от един ДНК фрагмент (ДНК секвенция), така че да може да бъде изследван от биохимична гледна точка. Това може да бъде направено по различни начини, много от които се основават на вмъкването на ДНК от чужд организъм в клетки на микроорганизми. В подходящи условия чрез клетъчното делене това ДНК се предава на дъщерните клетки и така се получава генетично модифициран организъм. По този начин една определена ДНК секвенция може да бъде репликирана (клонирана) в милиони еднакви копия, които могат да бъдат изолирани в чист вид. Днес са развити също методи за клониране на ДНК инвитро (извън живия организъм).
Изследването на секвенциите на клонирана ДНК има основополагаща роля в разбирането на структурната организация на гените и на генната взаимообвързаност с генните продукти. Много от знанията за сложността на структурата и за контролирането на еукариотните гени и за ролята на гените в развитието са получени с използването на тази техника.
Днес генното инженерство се занимава с манипулирането на ДНК, за да произведе нови гени с нови характеристики. При традиционните методи в животновъдството и растениевъдството, гените на организмите се манипулират индиректно, например чрез селекция. За разлика от тях, при генното инженерство чрез молекулярно клониране и трансформация директно се променят структурата и характеристиките на гените. Методите на генното инженерство намират успешно приложение в случаи като увеличаване на добивите, производството на синтетичен човешки инсулин чрез използването на модифицирани бактерии, производство на еритропроиетин в клетки от яйчници на китайски хамстер и други.

## Законови ограничения и разпоредби
В много страни, особено в Европа, са забранени експериментите и производството на генно модифицирани организми (ГМО), като е разрешен само техният внос.
Също така няма официално разрешение за човешки експерименти, като дублиране или намеса в генната информация на индивид. Генната информация на даден индивид е негова унаследена уникална информация, която определя неговата неповторимост и ценност за обществото. Тази генна информация е поверителна и индивидът има право да я запази за себе си, в някои случаи да я сподели с лекаря си, ако това се отнася до някои заболявания като късогледство, и също има право да изисква тази генна информация да бъде държана в тайна. В този смисъл репликирането, извличането или продажбата на човешка генна информация без съгласието на даден индивид нарушава неговите лични и медицински права, тъй като нарушава медицинската тайна.